# 流沙坠简
流沙坠简是由罗振玉和王国维合撰的中国近代著作，其内容收录英籍探险家斯坦因第二次中亚考察时在新疆、甘肃等地获得的汉文文书。

## 背景
1906年至1907年，英籍探险家马尔克·奥莱尔·斯坦因在第二次中亚考察时探访了新疆和阗、尼雅遗址、楼兰古城和甘肃敦煌汉代长城障烽燧等地，发掘了大量汉文、粟特文、婆罗米文等文字的木质简牍并由法国汉学大师沙畹整理其中汉文文书后出版了《斯坦因在东土耳其斯坦所获汉文文献》。1911年，正在日本的金石學家罗振玉得知沙畹正在编写此书时向沙畹索取相关资料，第二年，沙畹向罗振玉提供了相关副本，罗氏邀请当时同样也在日本的国学大师王国维一起对这批文书副本做出了释文及考证，仅仅数月后的1914年的日本东京，《流沙坠简》被罗振玉和王国维以“上虞罗氏宸翰楼”名义交由日本京都东山学社出版发行。1916年，附加“补正”。1934年，将内容增删后在上海出增订本即“永慕园丛书”增订本。1993年，中华书局在1934年版的基础上影印了《流沙坠简》。

## 内容及评价
《流沙坠简》收录了斯坦因出土的汉代文牍589枚，其中包括沙畹提供的585件，以及 4 件日本大谷探险队橘瑞超所获李柏文书。《流沙坠简》分三册七卷其中图版一卷，考释三卷，补遗图 版一卷，考释一卷，附录一卷。第一册为罗振玉和王国维所做的序，以及图版一卷。第二册则是《小学、术数、方技书考释》及《屯戍丛残考释》，第三册则为《简牍遗文考释》、王国维的《跋》、《流沙坠简补遗考释》及附录的李柏文书考释还有烽燧图表。《流沙坠简》改变了沙畹按出土地编排的方式将文书分为三大类，第一类的是包括《苍颉》《急就》《力牧》《历谱》《算术》《阴阳》《占术》《相马经》《兽医方》等典籍的小学、术数、方技书，第二类则是屯戍丛残包括六项内容：薄书、烽燧、戍役、廪给、器物以及杂事。第三类则是简牍遗文，包括各种书信。

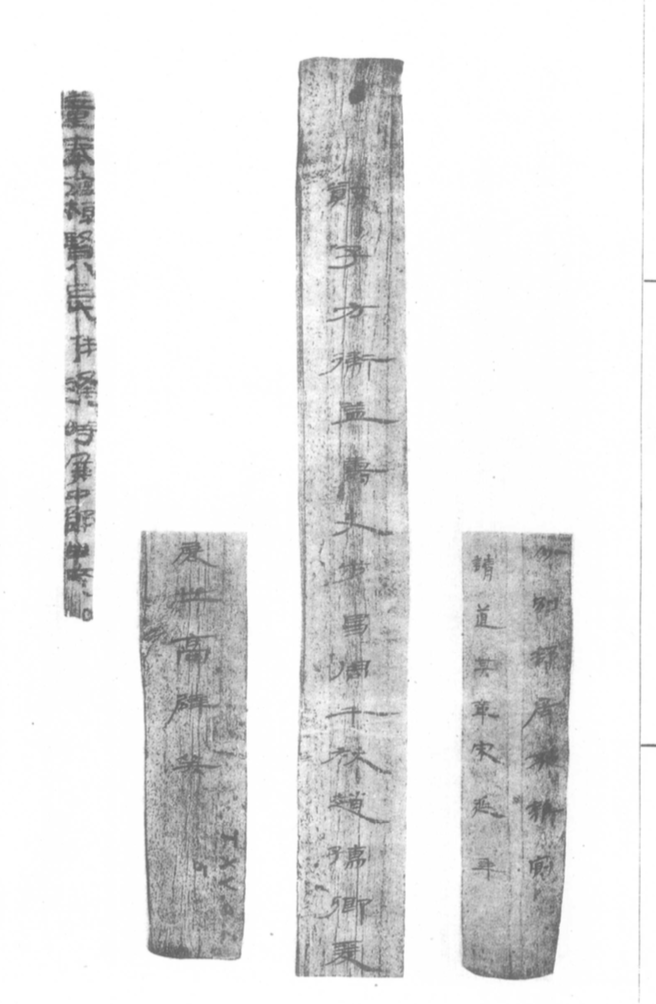
流沙坠简上的简牍

鲁迅曾在杂文集《热风》的《不懂的音译》一文中评论道：
 中国有一部《流沙坠简》，印了将有十年了。要谈国学，那才可以算一种研究国学的书。开首有一篇长序，是王国维先生做的，要谈国学，他才可以算一个研究国学的人物。

## 学术价值

### 历史学
《流沙坠简》对遗址性质、汉长城走向、文书制度、交通、屯戍组织、职官制度、汉代公文、楼兰及海头古城位置、编年历法等与出土文牍相关的历史学均有涉及。《流沙坠简》确定了太初二年后的汉玉门关址。在《流沙坠简》出版之前，关于汉代玉门关的地点基本由四种意见，分别是《旧唐书·地理志》、《元和郡县图志》、《太平寰宇记》认为在唐朝寿昌县西北110多里之处，《沙州都督府图经》、《寿昌县地境》认为在寿昌县北160里，《辛夕侍行记》则认为玉门关地处敦煌西北的大方盘城，而清代道光《敦煌县志》、清宣統《甘肃新通志》认为应该是敦煌西北的小方盘城。《流沙坠简》中根据出土文牍和《史记·大宛列传》确定了太初二年以后玉门关迁至小方盘城并得到学术界广泛认同。另外，《流沙坠简》中对烽燧制度也有涉及。在此之前，虽然史料中多有记载烽火，但烽火的种类因为史书的记载过于简单而不为人所知。直到《流沙坠简》出版后。则知道了烽火分为蓬和表，在夜间，点燃后举起的是蓬，在白日，不点燃举起的是表。后来在居延汉简出土后，劳榦在《流沙坠简》和居延汉简的基础上将烽火分为了烽表、烽烟、苣火、积薪，而后的学者一步步的完善了汉代烽火制度的研究。
除此之外，《流沙坠简》促成了之后王国维提出将出土文字资料与文献史料相互补充推进的二重证据法，有学者认为王国维对汉晋木简的研究是“二重证据法”的开始，而《流沙坠简》则是“二重证据法”的具体应用。是中国“简帛学”研究开山之作。

### 文字学及艺术
在文字学方面《流沙坠简》也是有诸多贡献，因为《流沙坠简》记载的这批文书，是古人手写真迹，未经过后人篡改，通过《流沙坠简》里的文牍字体的研究，发现楷书也存在于汉代简牍之中，只不过简牍的楷书是由隶书演变而来，因为其继承了隶书的结构和草书的长处，是谓“新隶体”。另外，通过分析，诸如横排简牍、生僻字、俗体字或简体字以及讹错字形可以了解当是古人的文字使用习惯。《流沙坠简》的字体对当时书画家的影响也是深远的，《流沙坠简》第一因为这既是字迹远古而被碑学家追捧又因为是信手挥洒而得到了支持帖学家的喜爱，打破了当时碑学与帖学的对立。《流沙坠简》同样引发了当时草书及章草的复兴。当时的许多书法家都对该书所收录的文牍进行研究并形成了自己的风格，比如沈曾植在研究《流沙坠简》并刻苦临习后，将《流沙坠简》章草的笔意与《爨宝子碑》的笔法相互融合形成自己的风格，张大千则在《流沙坠简》的简牍中吸取了率意灑脫、自然流暢的书法风格。